# Йохен Ріндт
Карл Йохен Ріндт (нім. Karl Jochen Rindt, (18 квітня 1942—5 вересня 1970) — австрійський автогонщик, єдиний чемпіон Формули-1 (1970), що отримав титул посмертно. 
Переможець 24 годин Ле-Мана у 1965 (разом з Мастеном Грегорі).

## Біографія
Йохен Ріндт народився 18 квітня 1942 року в Майнці в родині виробника спецій, німця Карла Ріндта, та його дружини-австрійки Ілзе Мартіновіц. Підприємство «Klein & Rindt» мало філіал у Гамбурзі, там і загинули  його батьки під час бомбардування союзниками у 1943.
Хлопець виріс у рідному місті матері — Граці, куди його забрали дідусь і бабуся. Навчався у міській гімназії Песталоцці та приватній гімназії доктора Гьотля у Бад-Аусзеє. Одним із його однокласників був Гельмут Марко.
Дід Ріндта, Уго Мартіновіц, був доктором юридичних наук та відомим адвокатом. Онука він хотів бачити, як продовжувача своєї справи. У віці 15 років Йохена відправили до Чічістеру вивчати англійську. Зовсім недалеко від місця, де він жив, знаходився автодром Гудвуд.
Досягнувши повноліття, Ріндт отримав доступ до спадку. До того часу грошима від прибутку «Klein & Rindt» розпоряджалися опікуни. Перш за все, юнак отримав права та придбав Simca Montlhéry.
Хоча Йохен Ріндт і вступив до Віденської Політехніки для вивчення світової торгівлі, серйозно навчанням не займався. Куди більше його приваблювали перегони, де він брав участь на власній автівці. Проте, з 1963 до 1966 він працював виконавчим директором на батьківській фірмі «Klein & Rindt».
У перегонах він досить вдало взяв участь в позаконкурсній Formula Junior Cooper в 1963 р., і був відмічений австрійським фордом, який підтримав свій F2 Brabham-Coswoth в 1964 р. Ріндт отримав популярність в результаті двох подій: він став другим в Меллорі Парк і переможцем в Крістал Пелес в Лондоні. Ґрунтуючись на цих результатах, Ріндта було запрошено приєднатися до Брюса Макларена в команді FL Cooper в 1965 р.
Cooper не претендували на перемогу, проте Ріндт став четвертим в Німеччині і шостим в Америці. Протягом цього періоду гонщики збільшували свої доходи, беручи участь у Формулі 2.
Ріндт почав працювати з приватною командою Роя Вінкельмана, вигравши в Пєї і посівши 3-тє місце в Пау. Він був вже майже національним героєм в Австрії, коли виграв гонки в Інсбруку. Абсолютно очевидно, що його стиль водіння сміливий, але насправді — упевнений і швидкий. Він посів 3-тє місце з Бонье на гонках в Нюрбургрінзі, а потім виграв Ле Ман з Мастеном Грегорі.
Макларен покинув команду в кінці сезону і Ріндт тимчасово став першим номером до того, як Сертіз прийшов у команду. Ріндт став другим в Іспанії (блискуче проїхавши по мокрій трасі); другим в Америці; третім в Німеччині, четвертим у Франції і Італії; і п'ятим у Великій Британії. Brabham-Honda була провідною командою в тому сезоні і Ріндт виграв Eifelrennen .
У 1967 році Coopers була командою вищого класу, але Йохен виграв тільки 4-і місця в Бельгії і Італії. Але тим часом Ріндт закріпився зверху турнірної таблиці Формули 2, завоювавши, принаймні, 9 перемог. Після того, як він зазнав аварії, проходячи кваліфікацію в Індіанаполісі, за ним закріпилася репутація безстрашного гонщика. Йохен залишив машину, що горить, неначе настав час відпочити; і медичне обстеження показало, що його пульс був в нормі. Він став 24-м і описав Індіанаполіс як «місце де заробляють гроші, і нічого більшого».
У 1968 році Йохен став другим номером після Джека Бребхама в команді. Він поважав здібності і уміння Джека Бребхама як механіка і гонщика, але тільки після 4-х років у Формулі 1, йому вдалося виграти свою першу гонку. Дехто почав питати, чи виграє він коли-небудь. Серед них був і Деніс Дженкінсон, відомий спортивний журналіст. Він заявляв всім і кожному, що якщо Ріндт коли-небудь виграє Гран-прі, він збриє свою знамениту бороду. Що незабаром і трапилося. В кінці року Ріндт підписав контракт з командою Lotus разом з Грехемом Хіллом. Його перший рік в Lotus був відмічений страшною аварією на Гран-прі Іспанії, коли ушкодилася його аеродинамічна поверхня, результатом чого була зламана щелепа і струс мозку. На щастя, Ріндт швидко видужав, хоча у нього якийсь час були проблеми із зором і рівновагою. Видужуючи, він написав лист в пресу, закликаючи накласти заборону на аеродинамічні поверхні. Ріндт вважав, що вони не мають нічого спільного з гонками і небезпечні як для гонщиків, так і для глядачів. У Watkins Glen він завоював свою першу довгождану перемогу в чемпіонаті, і Дженкинсону довелося розлучитися з своєю бородою. Гонка була зіпсована жахливою аварією Грехема Хілла, який був викинутий з своєї машини і зламав обидві ноги. Після цієї аварії Йохен став лідером команди в 1970 році.
Lotus був готовий представити свій новий Lotus 72, але після першого заїзду цієї революційно нової машини на гонках Брендс Хетч, Ріндт відмовився в цьому брати участь. Для Гран-прі Монако команда узяла пару 49Cs. Йдучи за Piers Courage, у якого були невеликі технічні проблеми, Бребхам несподівано вирішив обігнати de Tamaso перед останнім поворотом. Але, обійшовши de Tamaso, він зрозумів, що зробив помилку. Його швидкість була дуже велика, і Бребхам врізався в огорожу. Ріндт виграв гонку. Здавалося, фортуна повернулась до нього лицем. Потім здобув перемогау на Гран-прі Голландії, яка була затьмарена смертю Пьера Куража, одного з близьких друзів Ріндта. Це був страшний удар для нього, і багато хто вважав, що Ріндт залишить гонки вже в кінці року. Але цього не трапилося. Ріндт виграв Гран-прі Франції, Великої Британії і Німеччини. До Гран-прі в Monza, в Італії він вже вирішив, що залишить гонки в кінці цього сезону, і говорив про те, що хоче зайнятися продажем спортивного одягу. Тренування були призначені на п'ятницю і суботу, 4 і 5 вересня. У суботу, 5 вересня на треку відбулася аварія, в результаті якої Ріндт одержав травми, несумісні з життям. Він помер в автомобілі швидкої допомоги по дорозі в Міланський госпіталь.
Трагічна загибель Ріндта приголомшила весь спортивний світ. У Жакі Ікса все ще був шанс обійти Ріндта по сумі очок, але коли Lotus 72 Емерсона Фітіпальді обійшов Ferrari на Гран-прі США, Карл Йохен Ріндт став першим і останнім чемпіоном світу, нагородженим посмертно.

## Приватне життя
На Різдво 1963 відомий фінський гонщик Курт Лінкольн, на прохання своєї доньки Ніни, познайомив її з Йохеном. Від початку, незграбний Ріндт не сподобався матері дівчини, та після наданих ним знаків уваги, вона змінила свою думку.
У березні 1967 року Ріндт одружився із Ніною Лінкольн, що працювала тоді фотомоделлю. 7 серпня 1968 народилась їхня донька Наташа.
На момент загибелі батька дівчинці було два роки. Наташа виросла у будинку, спроєктованому особисто Ріндтом, на березі Женевського озера. Всі відмічають її зовнішню схожість із славетним гонщиком. Вона має двох доньок: Індію та Софію.

## Вшанування пам'яті
- У 1982 на честь Йохена Ріндта була названа вулиця Jochen-Rindt-Straße у Відні.
- Удо Юргенс написав на честь гонщика пісню «Чемпіон» («Der Champion»)[9][10].
- У 2009 раллійний клуб Зальцбурга заявив про постановку опери, присвяченої життю та смерті Ріндта, на автодромі Зальцбургринг[11][12].

## Повна таблиця результатів
Жирним шрифтом позначені етапи, на яких гонщик стартував з поулу.
Курсивом позначені етапи, на яких гонщик мав найшвидше коло.
| Рік  | Команда        | 1        | 2        | 3        | 4        | 5        | 6        | 7        | 8        | 9        | 10       | 11       | 12       | 13  | Місце в чемпіонаті | Очки в чемпіонаті |
| ---- | -------------- | -------- | -------- | -------- | -------- | -------- | -------- | -------- | -------- | -------- | -------- | -------- | -------- | --- | ------------------ | ----------------- |
| 1964 | Роб Волкер Тім | МОН      | НІД      | БЕЛ      | ФРА      | ВЕЛ      | НІМ      | АВТ Схід | ІТА      | США      | МЕК      |          |          |     | НС                 | 0                 |
| 1965 | Купер          | ПАР Схід | МОН ДНС  | БЕЛ 11   | ФРА Схід | ВЕЛ 14   | НІД Схід | НІМ 4    | ІТА 8    | США 6    | МЕК Схід |          |          |     | 13                 | 4                 |
| 1966 | Купер          | МОН Схід | БЕЛ 2    | ФРА 4    | ВЕЛ 5    | НІД Схід | НІМ 3    | ІТА 4    | США 2    | МЕК Схід |          |          |          |     | 3                  | 22 (24)           |
| 1967 | Купер          | ПАР Схід | МОН Схід | НІД Схід | БЕЛ 4    | ФРА Схід | ВЕЛ Схід | НІМ Схід | КАН Схід | ІТА 4    | США Схід | МЕК      |          |     | 13                 | 6                 |
| 1968 | Бребгем        | ПАР 3    | ІСП Схід | МОН Схід | БЕЛ Схід | НІД Схід | ФРА Схід | ВЕЛ Схід | НІМ 3    | ІТА Схід | КАН Схід | США Схід | МЕК Схід |     | 12                 | 8                 |
| 1969 | Лотус          | ПАР Схід | ІСП Схід | МОН      | НІД Схід | ФРА Схід | ВЕЛ 4    | НІМ Схід | ІТА 2    | КАН 3    | США 1    | МЕК Схід |          |     | 4                  | 22                |
| 1970 | Лотус          | ПАР 13   | ІСП Схід | МОН 1    | ІСП Схід | НІД 1    | ФРА 1    | ВЕЛ 1    | НІМ 1    | АВТ Схід | ІТА ДНС  | КАН      | США      | МЕК | 1                  | 45                |